# Derby d'Ucraina
Il Derby d'Ucraina è la sfida calcistica calcistica tre le due principali squadre del campionato ucraino di calcio, la FC Dinamo Kiev e lo FC Shakhtar Donetsk. La partita tra questi due club è un punto focale di ogni stagione calcistica in Ucraina. A causa della guerra, almeno tre delle loro sfide programmate sono state annullate nel 1941 e nel 2014. Dal 2014, lo Shakhtar gioca talvolta a Kiev a causa dell'aggressione russa, trasformando tecnicamente la rivalità in un derby cittadino.
La Dinamo e lo Shakhtar sono stati i principali club ucraini sin dall'introduzione delle competizioni professionistiche sovietiche di calcio nel 1936. Si sono affrontati già nel 1931, quando Donetsk era rappresentata dal diretto predecessore dello Shakhtar, la Dinamo Stalino. Partecipando a competizioni dominate da squadre russe, gli incontri tra le due squadre non erano particolarmente significativi all'interno dell'Unione Sovietica. Dopo l'indipendenza, la rivalità tra le due è cresciuta a livello nazionale intorno al 1996, quando le squadre sono diventate i due principali contendenti per il titolo nazionale.
Negli anni '70 e '80, le rivalità tra la Dinamo Kiev e FC Zorya Luhansk e FC Dnipro sono state piuttosto rilevanti, oscurando per breve tempo la sfida Donetsk-Kiev. Il Dnipro, tornato nella Soviet Top League nel 1981, ha vinto due titoli sovietici negli anni '80 e ha quasi conquistato il titolo di campione ucraino nella stagione 1992-93.
Durante l'epoca dell'Unione Sovietica, la rivalità ucraina è stata messa in ombra dalla rivalità tra Dinamo Kiev e Spartak Mosca, sviluppatasi negli anni '60.

## Storia

### Unione Sovietica
I due club si incontrarono per la prima volta nel 1938 a Kiev nella Vysšaja Liga, con la Dynamo che vinse 2–0. All'epoca, la Dynamo Kyiv era il principale rappresentante dell'Ucraina nella lega sovietica, mentre lo Shakhtar inizialmente incontrò difficoltà a mantenere il proprio posto in quella competizione. Tuttavia, la squadra di Donetsk era considerata il principale rappresentante della RSS Ucraina oltre alla Dynamo, rappresentando la regione industrializzata e densamente urbanizzata del Donbas, nell'est dell'Ucraina. In alcune occasioni, lo Shakhtar riuscì persino a posizionarsi più in alto della Dynamo nella lega, ma nella maggior parte dei casi la Dynamo ottenne più successo nei confronti diretti. Le loro sfide non erano particolarmente popolari nella lega sovietica al di fuori dell'Ucraina, a differenza della sfida Mosca–Kiev, in particolare tra la Dynamo e lo Spartak Mosca.

### Ucraina

#### Anni '90: Dominio della Dynamo
Il dominio totale della Dynamo continuò anche dopo la creazione della Vyshcha Liha Ucraina (che in seguito divenne la Prem"jer-liha). Per diverse stagioni, lo Shakhtar non fu nemmeno tra i principali contendenti per il titolo di campione, che spesso vedeva come protagonisti FC Dnipro o Chornomorets Odessa. La Dynamo vinse tutti i titoli di campione negli anni '90, tranne uno, quando il SC Tavriya Simferopol riuscì a sorprendere, vincendo la stagione inaugurale della lega ucraina con la Dynamo al secondo posto e lo Shakhtar al quarto.
Nel 1996, Rinat Akhmetov divenne presidente dello Shakhtar e iniziò a investire pesantemente nel club. Lo Shakhtar tornò rilevante, classificandosi al 2° posto nella stagione 1996-97 e non scendendo mai più al di sotto del 2º posto nella lega. In un'intervista a Vatsko Live, l'ex giocatore dello Shakhtar Andriy Vorobey dichiarò che almeno dal 1997, nello Shakhtar si coltivava l'idea che la Dynamo non fosse solo un avversario, ma un vero e proprio nemico.

#### Anni 2000: l'ascesa dello Shakhtar

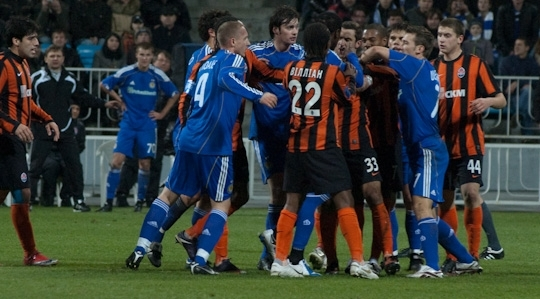

Fu solo all'inizio degli anni 2000 che questa sfida ottenne lo status di vero "derby". Nei primi anni del decennio, la Dynamo cavalcava ancora l'onda del suo successo degli anni '90, quando raggiunse i quarti e le semifinali consecutive della UEFA Champions League. Dopo la morte del leggendario allenatore Valerij Lobanovs'kyj nel 2002, i successi della Dynamo nelle competizioni europee e ucraine iniziarono a diminuire. Questo coincise con l'ascesa dello Shakhtar, che vinse il suo primo titolo di campione ucraino nel 2001–02, portando la rivalità tra i due club a un livello completamente nuovo. Nella stagione 2008–09, il derby ucraino fu disputato per la prima volta in una competizione europea. Lo Shakhtar sconfisse la Dynamo nella semifinale di Coppa UEFA 2008-09 e divenne la prima squadra dell'era dell'Ucraina indipendente a vincere una competizione europea.

#### Anni 2010
Durante la Prem"jer-liha 2015-2016, il 16 ottobre, lo Shakhtar Donetsk sconfisse la Dinamo Kiev 0–3 a Kiev, stabilendo due nuovi record. Uno fu che per la prima volta in una partita di derby ucraino a Kiev una squadra segnò tre gol. L'altro record fu che per la prima volta lo Shakhtar superò la Dynamo nel numero di vittorie nei derby, arrivando a 26. Il 1º maggio 2016, nella seconda partita di Premier League tra le due squadre all'Arena Lviv, lo Shakhtar vinse nuovamente 3–0, rendendo quella la prima volta in cui la Dynamo perse due partite di derby consecutive con uno scarto di almeno 3 gol. Nonostante tutto ciò, la Dynamo divenne campione quella stagione.

## Statistiche
Aggiornata il 14 maggio 2024.
| Competizione          | Totale | Vittorie Dinamo | Pareggi | Vittorie Shakhtar |
| --------------------- | ------ | --------------- | ------- | ----------------- |
| Vysšaja Liga          | 82     | 41              | 26      | 15                |
| Prem"jer-liha         | 72     | 25              | 19      | 28                |
| Totale campionato     | 154    | 66              | 45      | 43                |
| Kubok SSSR            | 3      | 2               | 0       | 1                 |
| Kubok Federacii SSSR  | 5      | 1               | 1       | 3                 |
| Coppa d'Ucraina       | 5      | 4               | 1       | 0                 |
| Coppa d'Ucraina       | 16     | 6               | 0       | 10                |
| Supercoppa d'Ucraina  | 14     | 8               | 0       | 6                 |
| Totale nazionale      | 197    | 87              | 47      | 63                |
| UEFA Europa League    | 2      | 0               | 1       | 1                 |
| Totale gare ufficiali | 199    | 87              | 48      | 64                |

## Storico
La tabella elenca la posizione occupata da ciascuna squadra in ognuna delle stagioni.

### Campionato Sovietico
|                  | 38 | 39 | 40 | 49 | 50 | 51 | 52 | 55 | 56 | 57 | 58 | 59 | 60 | 62 | 63 | 64 | 65 | 66 | 67 | 68 | 69 | 70 | 71 | 73 | 74 | 75 | 76s | 76f | 77 | 78 | 79 | 80 | 81 | 82 | 83 | 84 | 85 | 86 | 87 | 88 | 89 | 90 | 91 |
| ---------------- | -- | -- | -- | -- | -- | -- | -- | -- | -- | -- | -- | -- | -- | -- | -- | -- | -- | -- | -- | -- | -- | -- | -- | -- | -- | -- | --- | --- | -- | -- | -- | -- | -- | -- | -- | -- | -- | -- | -- | -- | -- | -- | -- |
| Squadre          | 26 | 14 | 13 | 18 | 19 | 15 | 14 | 12 | 12 | 12 | 12 | 12 | 22 | 22 | 20 | 17 | 17 | 19 | 19 | 20 | 20 | 17 | 16 | 16 | 16 | 16 | 16  | 16  | 16 | 16 | 18 | 18 | 18 | 18 | 18 | 18 | 18 | 16 | 16 | 16 | 16 | 13 | 16 |
| Dynamo Kyiv      | 4  | 8  | 8  | 7  | 13 | 8  | 2  | 6  | 4  | 6  | 6  | 7  | 2  | 5  | 9  | 6  | 2  | 1  | 1  | 1  | 2  | 7  | 1  | 2  | 1  | 1  | 8   | 2   | 1  | 2  | 3  | 1  | 1  | 2  | 7  | 10 | 1  | 1  | 6  | 2  | 3  | 1  | 5  |
| Shakhtar Donetsk | 11 | 12 | 12 | 18 | 11 | 3  | 13 | 7  | 7  | 8  | 8  | 12 | 17 | 8  | 11 | 5  | 12 | 10 | 6  | 14 | 10 | 10 | 16 | 6  | 12 | 2  | 5   | 10  | 5  | 3  | 2  | 6  | 7  | 14 | 9  | 13 | 12 | 6  | 7  | 8  | 14 | 8  | 12 |

### Campionato Ucraino
|                  | 1992 | 92/93 | 93/94 | 94/95 | 95/96 | 96/97 | 97/98 | 98/99 | 99/00 | 00/01 | 01/02 | 02/03 | 03/04 | 04/05 | 05/06 | 06/07 | 07/08 | 08/09 | 09/10 | 10/11 | 11/12 | 12/13 | 13/14 | 14/15 | 15/16 | 16/17 |
| ---------------- | ---- | ----- | ----- | ----- | ----- | ----- | ----- | ----- | ----- | ----- | ----- | ----- | ----- | ----- | ----- | ----- | ----- | ----- | ----- | ----- | ----- | ----- | ----- | ----- | ----- | ----- |
| Squadre          | 20   | 16    | 18    | 18    | 18    | 16    | 16    | 16    | 16    | 14    | 14    | 16    | 16    | 16    | 16    | 16    | 16    | 16    | 16    | 16    | 16    | 16    | 16    | 14    | 14    | 12    |
| Dynamo Kyiv      | 2    | 1     | 1     | 1     | 1     | 1     | 1     | 1     | 1     | 1     | 2     | 1     | 1     | 2     | 2     | 1     | 2     | 1     | 2     | 2     | 2     | 3     | 4     | 1     | 1     | 2     |
| Shakhtar Donetsk | 4    | 4     | 2     | 4     | 10    | 2     | 2     | 2     | 2     | 2     | 1     | 2     | 2     | 1     | 1     | 2     | 1     | 2     | 1     | 1     | 1     | 1     | 1     | 2     | 2     | 1     |

|                  | 17/18 | 18/19 | 19/20 | 20/21 | 21/22 | 22/23 | 23/24 |
| ---------------- | ----- | ----- | ----- | ----- | ----- | ----- | ----- |
| Squadre          | 12    | 12    | 12    | 14    | 16    | 16    | 16    |
| Dynamo Kyiv      | 2     | 2     | 2     | 1     | (2)   | 4     | 2     |
| Shakhtar Donetsk | 1     | 1     | 1     | 2     | (1)   | 1     | 1     |